# Nietków
Nietków (hist. Nietków Polski, niem. Polnisch Nettkow) – wieś w Polsce położona w województwie lubuskim, w powiecie zielonogórskim, w gminie Czerwieńsk.
Główną ulicą jest ulica Tadeusza Kościuszki. W Nietkowie mieści się szkoła podstawowa przy ulicy Jana Kasprowicza. W 1992 roku odnowiono most kolejowy, który przecina rzekę Odrę, we wsi jest przystanek kolejowy Nietków.

## Nazwa
W kronice łacińskiej Liber fundationis episcopatus Vratislaviensis (pol. Księga uposażeń biskupstwa wrocławskiego) spisanej za czasów biskupa Henryka z Wierzbna w latach 1295–1305 miejscowość wymieniona jest w zlatynizowanej formie Necka.
W alfabetycznym spisie miejscowości na terenie Śląska wydanym w 1830 roku we Wrocławiu przez Johanna Knie wieś występuje pod niemiecką nazwą Polnisch Nettkow. Miejscowość nosiła w historii dwie nazwy Nietków Polski oraz Polnisch Nettkow. Obie podaje Słownik geograficzny Królestwa Polskiego. Niemiecki leksykon geograficzny Neumanna wydany w 1905 roku notuje nazwę miejscowości jako Polnisch Nettkow, z której później usunięto pierwszy człon nazwy Polnisch związany z Polską i germanizując ją na Nettkau.
Ze względu na polskie pochodzenie nazwy w latach 1937–1945 nazistowskie władze III Rzeszy wprowadziły nową, całkowicie niemiecką nazwę Schlesisch Nettkow.

## Historia
- 1305 – potwierdzona wzmianka, świadcząca o istnieniu wsi,
- do 1936 oficjalna nazwa wsi brzmiała Polnisch Nettkow,
- od 1945 – w granicach Polski,
- W latach 1954–1957 wieś należała i była siedzibą władz gromady Nietków, po jej zniesieniu w gromadzie Czerwieńsk II.
- 1975–1998 – miejscowość administracyjnie należąca do województwa zielonogórskiego,
- 1997 – powódź stulecia dotknęła Nietków,
- od 1999 – wieś w granicach województwa lubuskiego.

Od początku swego istnienia Nietków był własnością rodu von Rothenburg. W 1788 r. stał się posiadłością księcia kurlandzko-żagańskiego Piotra Birona i jego potomków. 
Z polecenia Piotra Birona, architekt Jan Krystian Walenty Schulz wzniósł w roku 1792 klasycystyczny dworek, wkomponowany w park, którego pozostałości są dziś dostrzegalne, jednak po budowli Schulza nie ma już żadnego śladu. 
Przed 1792 r. według licznych przekazów istniała tu wcześniejsza budowla, renesansowy dworek z XVII w., który był już ruiną, gdy Schulz realizował swój projekt. Letniej siedzibie Bironów, do której przenosili się z Żagania, towarzyszyło szereg zabudowań służących wystawnemu życiu księcia. Pawilon teatralny, w którym żagański teatr wystawiał włoskie farsy i komedie Szekspira (np. "Poskromienie złośnicy" i "Wiele hałasu o nic" w 1796 r.), tzw. "domy kawalerskie" jak i oranżeria nie przetrwały do naszych czasów. Po śmierci Piotra Birona w 1800 r., nietkowska rezydencja stała się ulubionym miejscem pobytu letniego księżnej-wdowy Doroty Kurlandzkiej, niegdyś ulubienicy króla Stanisława Augusta Poniatowskiego. 

## Zabytki
Do wojewódzkiego rejestru zabytków wpisane są:
- kościół ewangelicki, obecnie rzymskokatolicki filialny pod wezwaniem Wniebowstąpienia Pana Jezusa, zbudowany w stylu neogotyckim w latach 1866-67; budowla orientowana, murowana z apsydą i wieżą, położony w centrum wsi
- oranżeria pałacowa, XVIII wieku, nie istnieje
- park pałacowy, z połowy XVIII wieku, położony w centrum wsi, częściowo ogrodzony murami, stanowiącymi pozostałość po zlokalizowanym tam dworze
- park - arboretum, z końca XIX wieku

inne zabytki:
- barokowa oficyna i fragment muru bramnego z płytami epitafialnymi częściowo przetrwały z założenia pałacowego
- niewielki cmentarz, znajdujący się na uboczu wsi.

## Sport
Siedzibę ma tu klub piłkarski Ludowy Klub Sportowy „Odra” Nietków założony w 1947 roku i występujący w lubuskiej IV lidze.